# Sontje Peplow

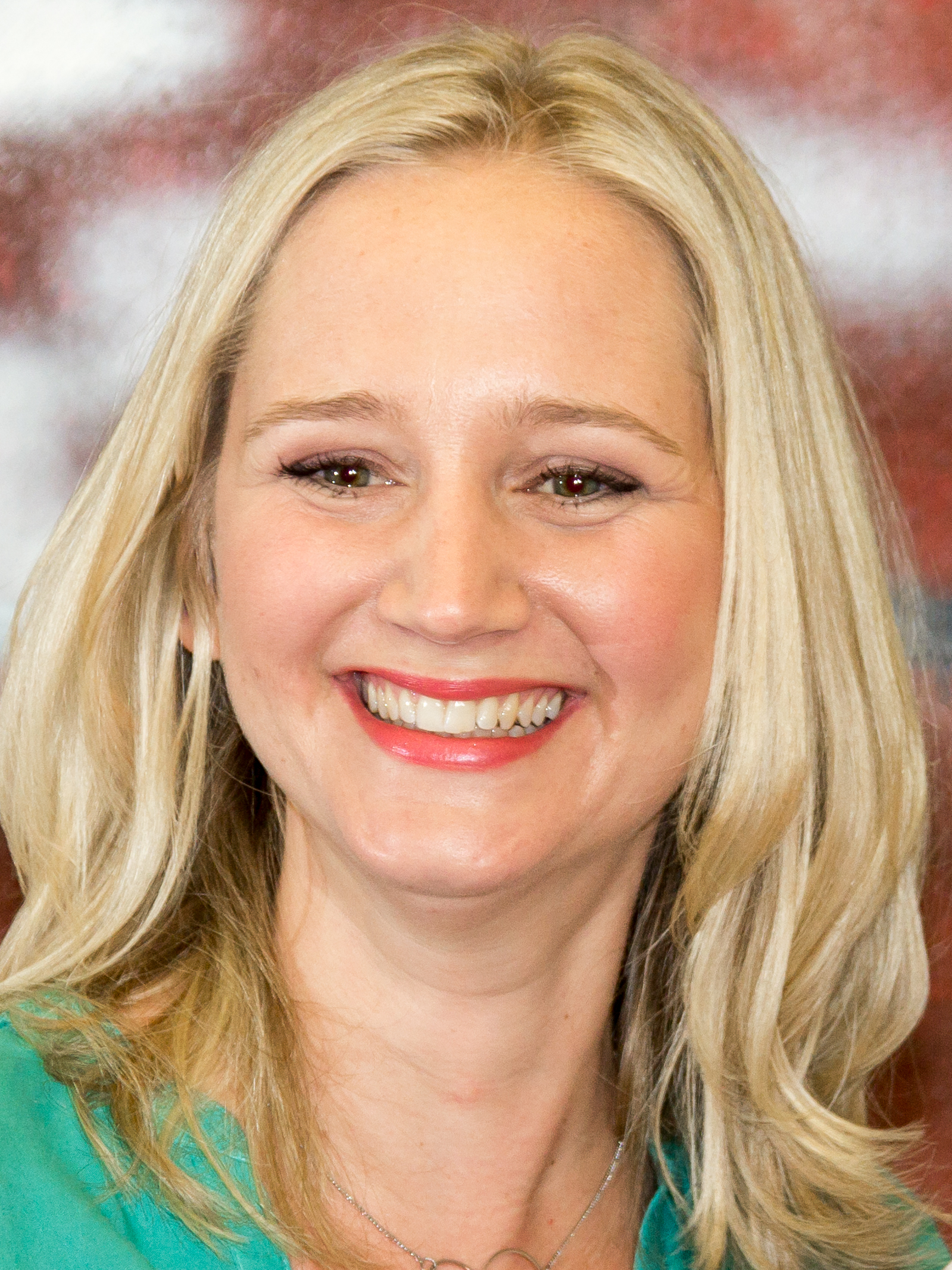
Sontje Peplow (2015)

Sontje Peplow (* 1. April 1981 in Solingen) ist eine deutsche Schauspielerin.

## Leben
Bekannt wurde sie durch ihre Rolle als „Lisa Hoffmeister“ bzw. „Lisa Dağdelen“ in der ARD-Serie Lindenstraße, die sie von 1991 bis 2020 spielte. Rollen in weiteren TV-Filmen folgten, so in Bernd Schadewalds Angst und in Matti Geschonnecks Der Schrei der Liebe.
Die Schauspielerin beherrscht Englisch, Französisch und die Gebärdensprache. In ihrer Freizeit züchtete sie Bearded Collies.
Im Jahr 2009 heiratete sie ihren Freund. Am 24. Februar 2010 wurde ihre Tochter und 2012 ihr Sohn geboren.

## Filmografie
- 1991–2020: Lindenstraße (Fernsehserie, 506 Folgen)
- 1994: Angst (TV-Film)
- 1994: Die Wache (Fernsehserie, 1 Folge)
- 1995: Entführung aus der Lindenstraße (TV-Film)
- 1997: Der Schrei der Liebe (TV-Film)
- 2009: Lindenstraße: Terror (TV)